# Josep Graner i Prat
Josep Graner i Prat (Casserres, Berguedà, 1844- Barcelona, 27 de desembre de 1928) fou un mestre d'obres català, molt prolífic, que es mogué entre en classicisme, l'historicisme i el modernisme. L'arquitectura de Josep Graner evolucionà molt, però sense perdre la tradició constructiva: de les formes més neoclàssiques vuitcentistes, a aplicar elements florals i historicistes, per trencar amb la rigidesa i, finalment, simplificà les formes i l'ornament, finalment. Va ser molt actiu a Barcelona i Montcada i Reixac entre altres ciutats catalanes. A Barcelona és autor de la Casa Fajol, coneguda també com la Casa de la Papallona (1912), d'estil modernista i coronada amb una gran papallona en trencadís de múltiples colors. En el camp de l'urbanisme treballà com a assessor de l'Ajuntament de Montcada i Reixac.

## Biografia
Josep Graner i Prat va néixer a Casserres, al Berguedà, el 1844 i mor a Barcelona el 27 de desembre de 1928 als 85 anys. Es casa tres vegades tenint 3 filles del primer matrimoni entre elles Montserrat Graner i Pons coneguda com a Montserrat Graner de Bertran coneguda activista, una de les fundadores del Lyceum Club (Barcelona), casada amb Marc Jesús Bertran i Tintorer. Va estudiar a l'Escola de Belles Arts de Barcelona entre els anys 1862. Primer va estudiar-hi dibujo de aplicación, mentre estudiava a l'Instituto de Segunda Enseñanza de la provincia de Barcelona i el curs 1864-65 inicià la Enseñanza profesional de Maestro de Obras. Els professors de l'ensenyament de mestre d'obres eren: Elies Rogent (topografia), José Casademunt (geometria descriptiva), Joan Torras i Guardiola (mecànica i materials de construcció) i Francisco de Paula del Villar y Lozano (composició i part legal). Va obtenir el títol de mestre d'obres el 22 de juny de l'any 1872 i s'instal·là a Barcelona per a exercir de Mestre d'obres.
Professionalment, va realitzar múltiples obres i reformes de cases a la Barceloneta i a l'Eixample de Barcelona i a altres ciutats com Montcada i Reixac, Sitges, o Sant Joan Despí. Va ser assessor de l'Ajuntament de Montcada i Reixac en temes urbanístics des de 1880 fins a 1915 i mestre d'obres municipal. Va construir equipaments al municipi. Durant alguns anys va ser membre del Centro de Maestros de Obras Titulares de Catalunya, formant part de la junta consultiva i després com a vicepresident de la junta directiva.
Els grans mestres del segle xix van quallar en les generacions posteriors i a finals del segle xix i inicis del XX es poden trobar múltiples mostres que intenten ser més originals i coloristes i barrejant diferents estils en un mateix edifici. Segons Raquel Lacuesta, "les tendències estilístiques foren un aiguabarreig eclèctic […] amb interpretacions personals o més o menys creatives: els historicismes medievals convisqueren amb el Barroc i el Rococó, sense deixar el llenguatge clàssic" (2002:124-125). Graner, encara al segle xx, utilitza formes lineals molt repetides a la Barcelona del segle xix i del Modernisme. Els mestres d'obres i arquitectes menors, com Josep Graner, incorporen les arts aplicades del Modernisme sense canviar ni l'estil ni les estructures clàssiques. Cal dir que moltes de les obres d'aquests autors són reformes i modificacions de façanes que combinen amb alguns projectes d'obra nova. Pretenen ennoblir i modernitzar les cases de l'Eixample de la burgesia, guanyant el carrer amb tribunes i balcons i amb les decoracions de coronament poder augmentar el nombre de pisos. Les poblacions estiuenques com Montcada i Reixac s'ompliren amb cases-jardí. En definitiva, van omplir Barcelona i el voltant de modernitat, color i dinamisme. Molts d'aquests mestres d'obres o arquitectes eren també promotors i constructors i molts models es van repetint per diferents façanes i remarcant la importància que tenien els promotors. Exemples com la Torre Valentí a Montcada i Reixac demostren que Graner el 1927 encara s'utilitzava el trencadís i els elements florals propis del Modernisme.

## La Montcada i Reixac a finals del

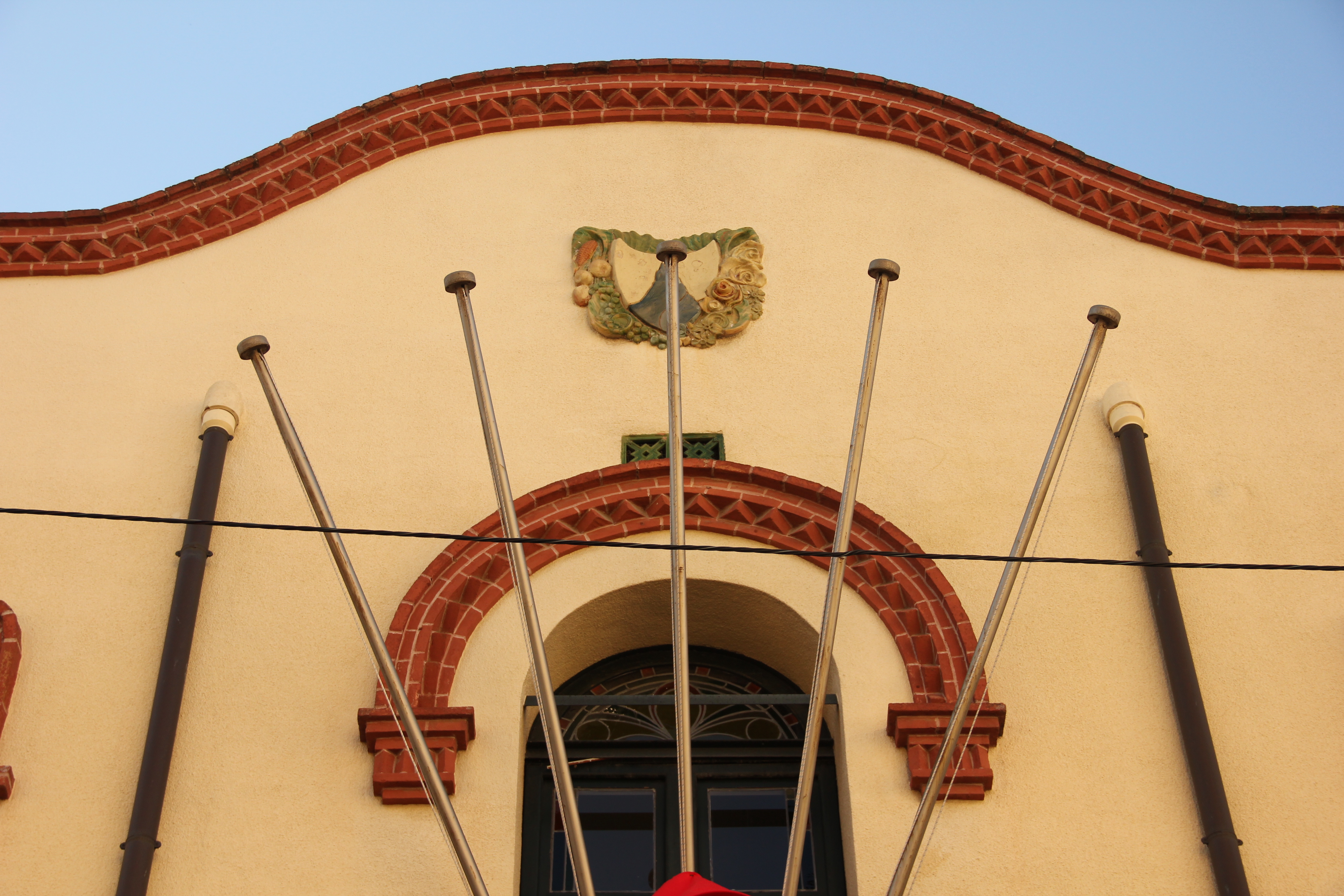
Antic Ajuntament, Montcada i Reixac

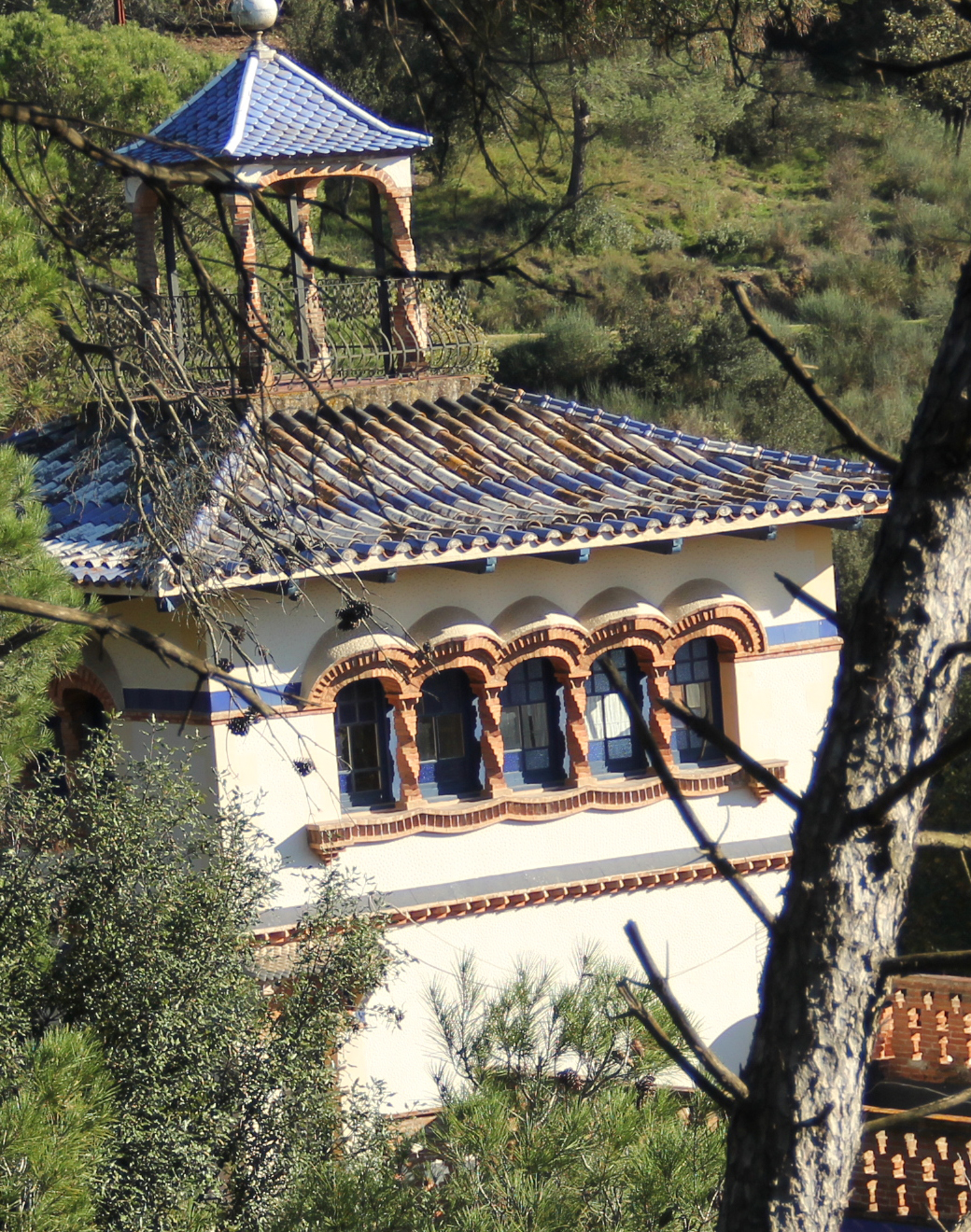
Torre Valentí, Montcada i Reixac

## La Montcada i Reixac a finals delseglexix

### Arquitectura
Montcada i Reixac es va convertir en una ciutat d'estiueig. El 1854 va arribar el tren que connectava amb Barcelona i a mitjan segle xix les grans epidèmies de còlera i les grips van causar que molts ciutadans de la capital marxessin cap a llocs d'aires més sans i de bones fonts i aigües. La majoria d'estiuejants eren de Barcelona, però també de Sant Martí de Provençals. Aquest turisme benestant va afavorir la construcció d'una nova arquitectura, pròpia de l'època i que va promoure una moviment social i cultural allunyat de la vila de masies disperses que era fins llavors Montcada i Reixac. Josep Graner va treballar en alguns projectes del primer eixample com la Torre Jerez, la Torre Geribert i la Torre Riera. Degut a l'augment de població i la insuficient xarxa d'equipament bàsics, Graner va crear i ampliar múltiples edificis municipals com l'escorxador, la presó, l'escola municipal, l'Ajuntament, l'ampliació del cementiri, etc. Alhora es van remodelar, prolongar i millorar l'estètica els carrers existents, entre ells el carrer Major. Josep Graner també intervingué en reformes de façanes i remuntes com a la Casa Cuyàs i es van afegir elements moderns als edificis existents. Nous estiuejants de Barcelona cridats per la natura, la cacera, l'excursionisme van instal·lar les seves torres d'estiueig a la zona. Graner col·laborà en alguns projectes com la Torre Valentí (1927).

### Urbanisme
El primer eixample de Montcada i Reixac va ser creat pel terratinent Joaquim Montiu el 1884 i acceptat per Josep Graner. El projecte va crear nous carrers i molts promotors de Barcelona van adquirir parcel·les. Les dificultats urbanístiques de la nova cara de la vila van ser regulades per Josep Graner. El 1886 i 1891 creà el pont sobre el Bogatell. El 1896 va projectar l'alineació de l'actual carrer de Domènec Fins amb 8 metres d'amplada, on es van construir moltes torres de famílies benestants de Barcelona. Aquest projecte va portar a la urbanització del voltant, també per Graner, en un segon eixample. La instal·lació de petites indústries, va facilitar el creixement de noves edificacions i la construcció d'habitatges obrers, com la fàbrica de teixits Panisello (1911) de Josep Graner i 38 habitatges al voltant al passeig de la Font Pudenta i el carrer Hug de Montcada. Al voltant de la carretera Vella hi reformà l'empresa Ciuró i Casas (1885), zona de pas de transportistes i traginers. La parcel·lació dels terrenys del passeig de Rocamora fou planejada per Graner. També va treballar en projectes de caràcter popular al Passeig de la Font Pudenta, Mas Rampinyo, Can Sant Joan o als carrers Clavell, Buixó, Jaume I. Pocs anys més tard, l'ajuntament va agafar un nou assessor en urbanisme, Joan Baptista de Serra Martínez, arquitecte.

## Obres

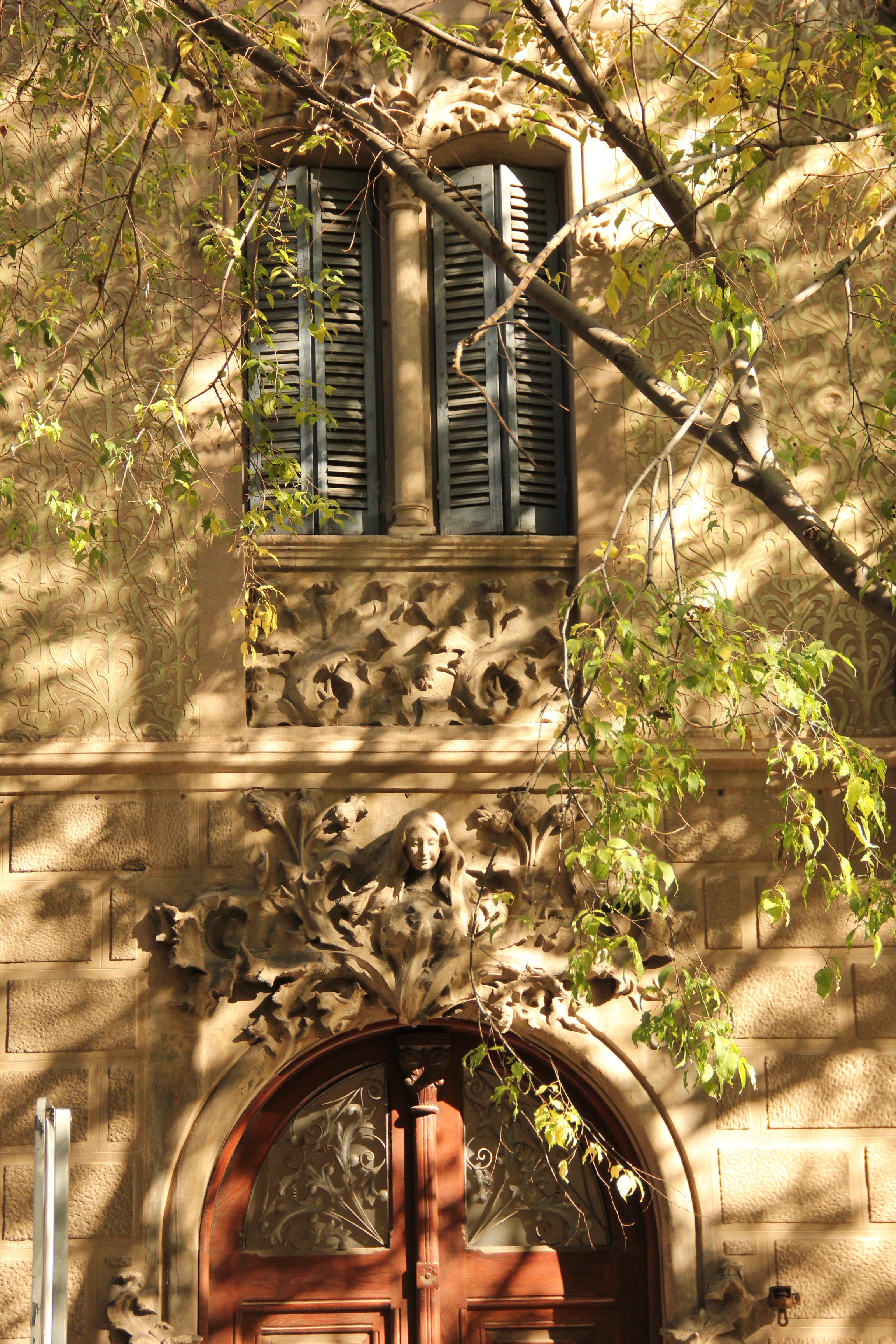
Casa al carrer Viladomat 84, Barcelona

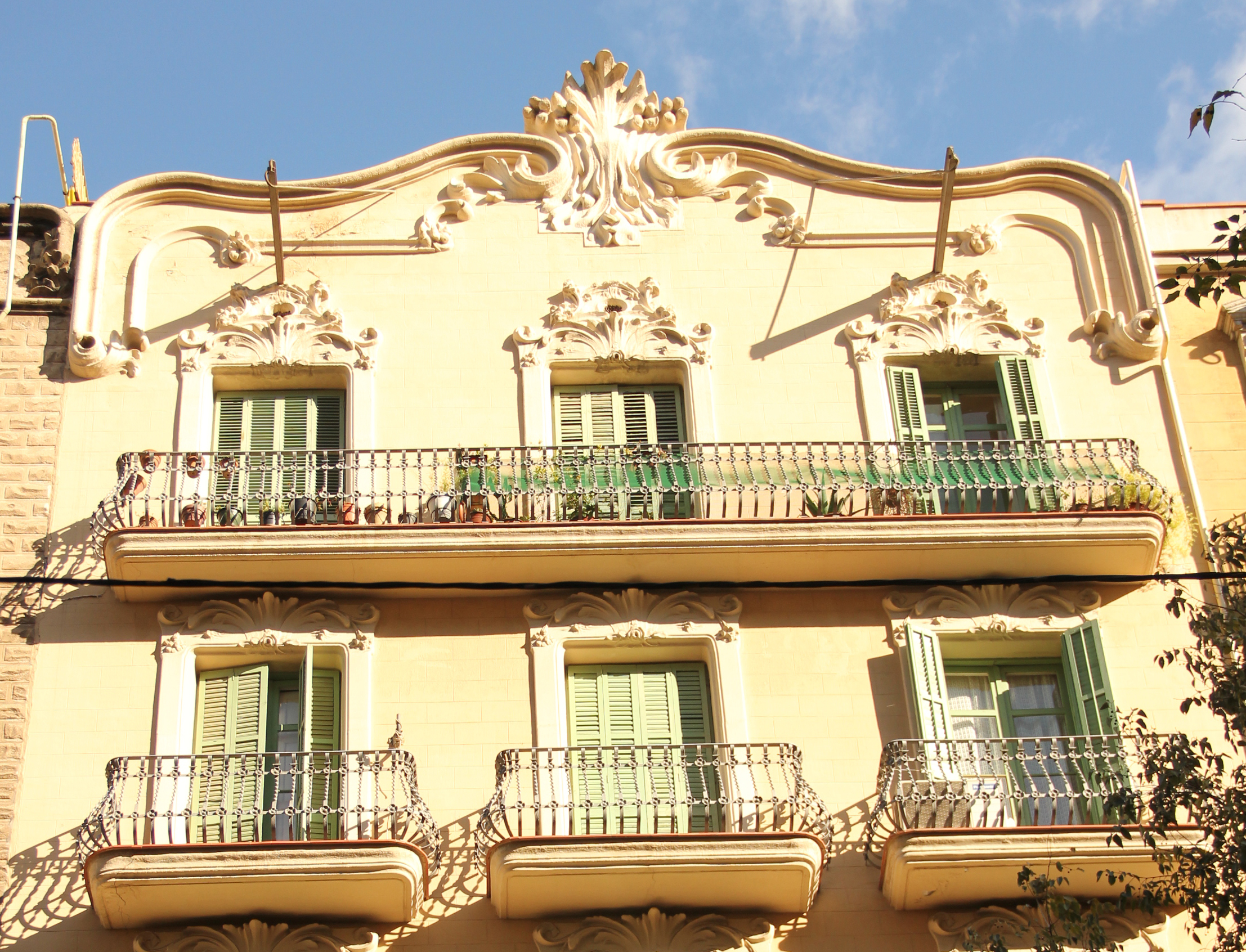
Casa al carrer Comte Borrell 72, Barcelona

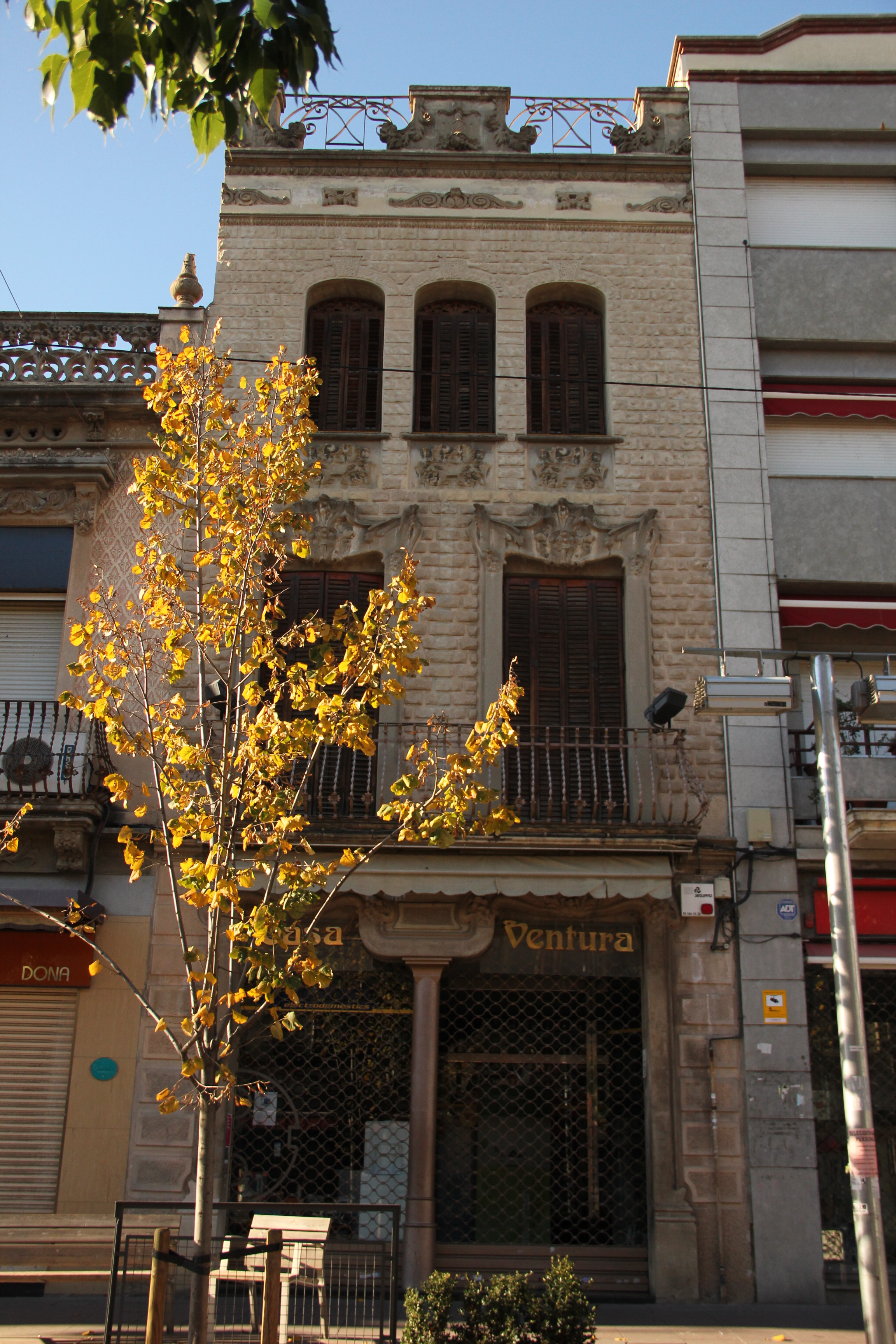
Casa Cuyàs, Montcada i Reixac

### ABarcelona
- (1900) Cases Sala Sagristà, c. Enric Granados, 96
- (1900) Cases Sabata, c. Enric Granados, 98
- (1904) Casa c. Calàbria, 64 (atribuïda)
- (1904) Casa R. Capellades, c. Bailèn, 126
- (1904-1905) Casa E. Ferrusola, c. París, 178
- (1905) Casa Forn, c. Aribau, 153
- (1905) Casa Ignasi Coll i Portabella, Gran Via de les Corts Catalanes, 449-451
- (1906) Casa c. Viladomat, 84
- (1906) Cases Pasqual Coll, Gran Via de les Corts Catalanes, 458-460
- (1907) Casa Josep Rosés, c. València 437
- (1907) Casa Montan, ctra. de Barcelona a Calafell
- (1908) Casa Pasqual Coll, Gran Via de les Corts Catalanes, 457
- (1908) Casa Josep Rosés c. València 435
- (1908) Villa Teresa (Casa Pere Roca), c. Ca l'Alegre, 7-13
- (1910) Naus de l'antiga seu de Manufactures Serra i Balet, al carrer Ortigosa, 10-12
- (1911) Casa c. Comte de Borrell, 72
- (1912) Casa Fajol, coneguda com a «casa de la Papallona» c. Llança, 20. Es tracta d'una obra de planta baixa i cinc pisos de caràcter simplista. Cada planta presenta tres obertures simètriques amb balcons correguts que remarquen l'horitzontal en contrapunt amb la verticalitat de la façana, excepte a l'última planta amb una obertura. A la planta baixa tres arcs amb decoració floral suporten el balcó de la planta principal. L'edifici presenta una gran serenor compositiva i Graner ens sorprèn al coronament de l'edifici amb la gran papallona de formes ondulants amb trencadís de tons grocs, blaus, verds i blancs.
- (1913) Cristalleria Planell, c. d'Anglesola 1-3
- (1918) Torre José Garreta, c. Campoamor, 5[12]

### Ala Garriga
- (1881) Can Tintoré, c. Banys, 42.[13]
- (1925) Casa Narcisa Freixas, c. Narcisa Freixas, 2-3.[14]

### AMontcada i Reixac
- (1883) Casa Dulcet, c. Major, 116. Desaparegut
- (1884) Escorxador i Presó municipals, c. Barcelona, 12. Desaparegut
- (1884) Casa Sarget, pl. de l'església, 12. Transformada actualment com a Auditori Municipal
- (1884) Torre de Josep Musella, c. Domènec Fins, 80
- (1885) Torre Jerez, c. Colom, 16
- (1885) Edifici habitatges Ciuró, c. Carretera Vella,3-6
- (1886) Torre Geribert, c. Colom
- (1886) Torre Riera, c. Bogatell, 19
- (1887) Torre Vista Rica
- (1889) Torre Milans, Ctra N-152. Desapareguda
- (1900) Escoles municipals, Ctra N-152. Antic edifici de la Policia Municipal
- (1911) Fabrica Panisello i habitatges del voltant, Pg. de la Font Pudenta
- (1913) Cementiri municipal, Pla del Cementiri s/n i c. Sabadell. Es tracta d'una ampliació del cementiri creat el 1834.
- (1918) Torre de Vista Rica
- (1918) Ajuntament, c. Major, 32. Es tracta d'un edifici entre mitgeres de planta baixa i un pis. La façana simètrica presenta un portal central i obertures de mig punt amb arquivolta de maó a la planta principal, amb baranes de ferro forjat. L'edifici és coronat en forma corba amb un escut ceràmic de Montcada al centre. Elements historicistes decoren l'interior. Està ubicat al carrer Generalitat davant el carrer que porta a l'estació de tren. Altres arquitectes van fer projectes anteriorment sobre l'edifici consistorial: Francesc de Paula del Villar i Carmona (1856) i Romà Prats i Montels (1884), que van ser rebutjats per manca de pressupost. Graner presentà un projecte anterior (1907) de caràcter modernista historicista. L'actual és més senzill.
- (1927) Torre Valentí, Ctra de Montcada i Reixac a Badalona. Es tracta d'un volum amb diferents cossos d'alçades deferents. Presenta una torre-mirador de planta quadrada amb coberta de pavelló de rajola vidriada blava i blanca amb les obertures amb llindes de maó. Utilitza columnes salomòniques, arcades i ampit ondulant de maó vist que contrasta amb la fusteria blava.
- (1927) Can Milans, Ctra N-152. El projecte contenia un petit nucli de població amb quatre cases d'estiueig situades davant la Torre Milans, al voltant d'una plaça i promogudes pel seu propietari. Actualment només en queda una de les cases d'estiueig d'estil noucentista de volum compacte de planta baixa i pis.
- (1928) Casa Cuyàs, c. Major, 90. L'obra presenta un caràcter modernista. La façana és simètrica i l'estucat imita carreus encoixinats. A la planta baixa s'hi obre un gran aparador, a la planta principal dues obertures amb brancals de pedra s'uneixen per un balcó corregut amb una barana de ferro forjat, a la planta segona s'hi obren tres arcades amb ampits amb escuts. L'edifici es corona per una balustrada i una barana de ferro forjat de formes geomètriques. Graner realitza la remunta i la façana d'un edifici ja existent.

### ASant Joan Despí
- (1926) Casa Rovira, c. Jacint Verdaguer, 27. Aquest obra es va atribuir a Josep Maria Jujol que únicament va treballar en alguns acabats i en la decoració de la façana[15]

### ASitges

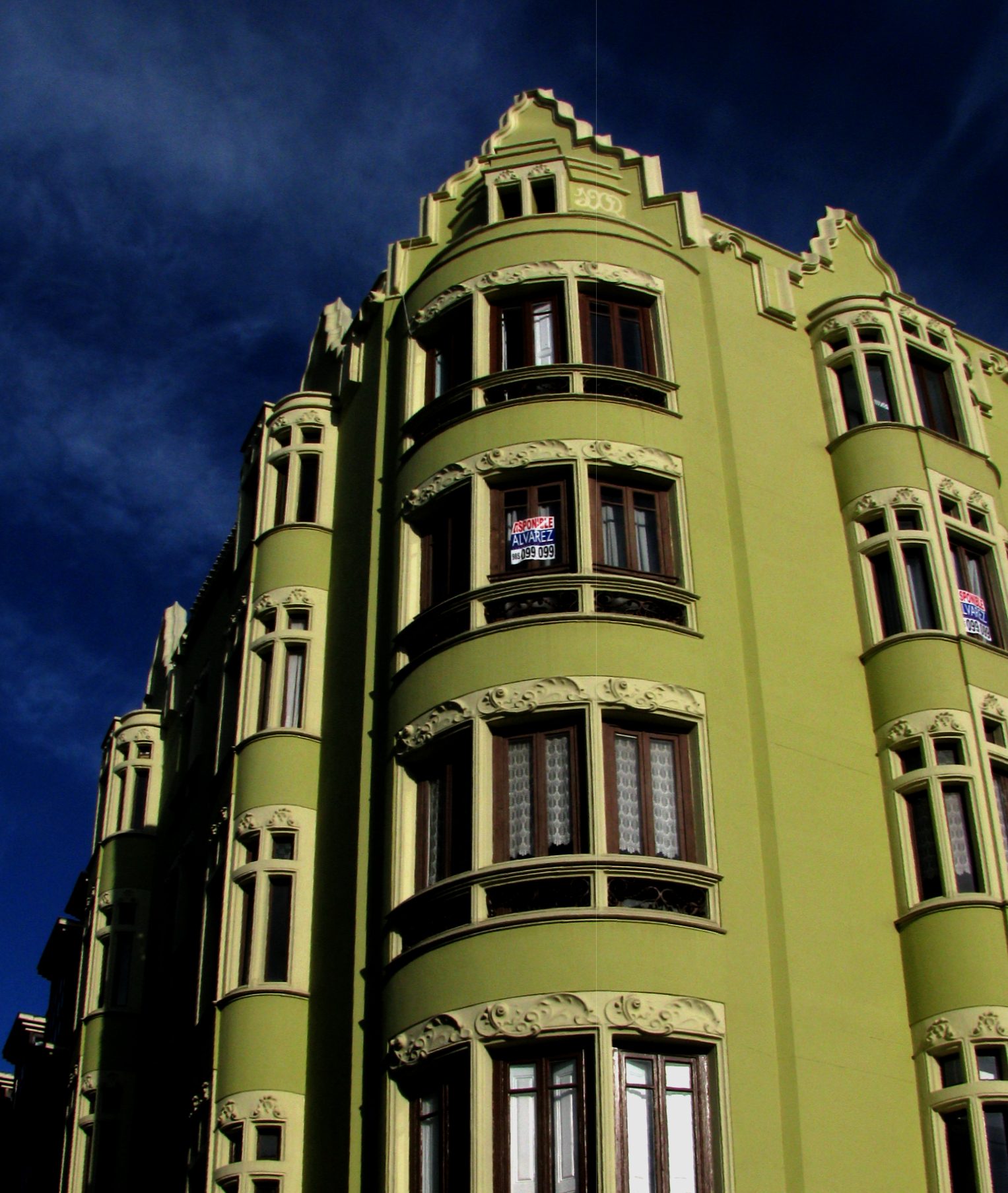
Edifici La Merced 27, Gijón.

- Edifici La Merced 27, Gijón. (1905) Casa Montaner (Escolapis), c. Sant Isidre. Desapareguda
- (1907) Cases Montané, ctra. de Barcelona a Calafell
- Vil·la Havemann
- (1914) Casa, pg. de la Ribera, 24 (desaparegut)
- (1915) Casa Catasús, pg Bernat Fernández, 8
- (1915) Casa Montserrat, pg. Bernat Fernández, 15
- (1915) Casa Llorenç Montserrat, pg. de la Ribera 51
- (1915) Casa Llúcia Catasús i Soler, pg. de la Ribera 53-54
- (1916) Cases Joan Duran i Gregori Mirabent, ctra. de Barcelona a Calafell
- (1927) Casa Pere Montané i Capdet, pg. de Vilanova 49-51

### AGijón
- (1902) Calle Merced, 27[16]